# Đặng Trần Phất
Đặng Trần Phất (1902-1929), bút danh Như Hiền; là nhà văn Việt Nam thời Pháp thuộc.

## Tiểu sử
Ông sinh năm 1902 tại nhà số 37 phố Hàng Thiếc, Hà Nội. Nguyên quán ông là làng Trung Tựu, xã Tây Tựu, huyện Từ Liêm, ngoại thành Hà Nội (nay là huyện Từ Liêm, Hà Nội).
Xuất thân trong một gia đình khoa bảng, ông là con trai thứ tư của Đặng Trần Vỹ (Giải nguyên khoa thi hương năm Tân Mão: 1891) và Lê Thị Bình. Ông mồ côi mẹ năm 13 tuổi. Vợ ông là bà Tô Thị Nhâm (Thạch Lan): con gái cụ Tô Nha cử nhân khoa Canh Tý (1900) người làng Xuân cầu, Văn Giang (nay là Mỹ Văn - Hải Dương)
Ông học tiểu học và trung học (trường Albert-Sarraut) ở Hà Nội. Sau khi thi đỗ Tú tài Pháp và được tuyển vào ngành bưu điện, năm 1926, ông sang Lào làm việc ở Sở bưu điện Viêng Chăn. Ít lâu sau, ông nhận lệnh lên Paksé (Bản vàng) làm việc, rồi bị bệnh mất tại đây vào ngày 22 tháng 6 năm 1929 , và được đưa về an táng nơi quê nhà. Khi ấy, nhà văn Đặng Trần Phất mới 27 tuổi.

## Tác phẩm
Đặng Trần Phất sáng tác từ rất sớm. Bài thơ Tự tình (dài 333 câu lục bát) viết về người mẹ quá cố, đề năm 1919, là tác phẩm sớm nhất còn giữ được.
Các tác phẩm của ông đã xuất bản gồm có: 
- Cành hoa điểm tuyết (tiểu thuyết, Bùi Văn Học xuất bản 1921)
- Một tấm cảm tình (tuyển tập thơ văn bằng tiếng Pháp và tiếng Việt, nhà in Ngô Tử Hạ xuất bản 1922)
- Cuộc tang thương (tiểu thuyết, Bùi Văn Học xuất bản 1923)

Ngoài ra, ông còn một cuốn khác (có lẽ là bút ký) có tên là Những nỗi dọc đường (nhưng hiện còn thất lạc) , và một số bài báo đăng trên Nam Phong tạp chí, L’Indépendance TonKin...
Nhìn chung, các bài thơ của ông đều xoay quanh cảm hứng tâm tình hoặc thế sự; còn hai quyển tiểu thuyết đều được tác giả đề là "xã hội tiểu thuyết". Với hai tác phẩm này, ông được kể là "nhà văn có tiểu thuyết viết bằng tiếng Việt xuất bản vào hàng sớm nhất ở miền Bắc, trước cả Tố Tâm (1925) của Hoàng Ngọc Phách".

## Sách tham khảo
- Nguyễn Huệ Chi, mục từ "Đặng Trần Phất" in trong Từ điển văn học (bộ mới). Nhà xuất bản Thế giới, 2004.